# Comuna Mejîricika, Korosten
Mejîricika (în ucraineană Межиріцька сільська рада) este o comună în raionul Korosten, regiunea Jîtomîr, Ucraina, formată din satele Bardî și Mejîricika (reședința).

## Demografie
Componența lingvistică a comunei Mejîricika
     Ucraineană (97,55%)
     Rusă (1,05%)
     Alte limbi (1,05%)
Conform recensământului din 2001, majoritatea populației comunei Mejîricika era vorbitoare de ucraineană (97,55%), existând în minoritate și vorbitori de rusă (1,05%).